# Sophie Antoniadis
Sophia Antoniadis (en griego: οφία Αντωνιάδη, 31 de julio de 1895, El Pireo-25 de enero de 1972, Atenas) Fue una bizantinista griega. Fue la primera catedrática de la Universidad de Leiden, la primera mujer catedrática de Humanidades en los Países Bajos y durante su carrera fue una de las pocas mujeres griegas que ocupó un puesto en una universidad europea.

## Biografía
Antoniadis nació el 31 de julio de 1895 en El Pireo. Su familia era originaria de Creta, descendiente de la familia bizantina de Melissenos. Su padre, Andreas Antoniadis, era abogado en El Pireo; mientras que su madre, Efrosini Leli, pertenecía a una conocida familia de Atenas[2]. [Completó su educación básica asistiendo a clases en la Escuela Greco-Francesa de Aikaterini Diamantopoulou El estallido de la Primera Guerra Mundial retrasó sus estudios, pero finalmente se marchó a París para estudiar literatura griega y francesa en la Sorbona. Se licenció en Clásicas en 1920.

## Carrera
Antoniadis regresó a Grecia y en 1922 publicó su primera obra, The Sacrifice of Abraham. Entre 1924 y 1926 impartió clases de literatura griega moderna en la Escuela Profesional de Teatro.
En 1929 fue nombrada catedrática de Lengua y Literatura Griega Antigua, Bizantina y Moderna en la Universidad de Leiden, sucediendo a Dirk Christiaan Hesseling. El 13 de noviembre pronunció su discurso de aceptación ante una sala abarrotada; estaban presentes el cónsul griego de Róterdam, así como la heredera al trono holandés, la princesa Juliana de los Países Bajos, que se matriculó en las clases de Antoniadis.
Bajo la dirección de Hubert Pernot, se doctoró en 1930 en la Universidad de París IV París Sorbonne, con la tesis: L 'Ėvangile de Luc. Esquisse de grammaire et de style - an examination the Gospel of Luke. También publicó una tesis complementaria sobre Pascal como traductor de la Biblia.
En 1935 fue elegida profesora a tiempo parcial de Lengua Griega Neocristiana, Medieval y Moderna en la Universidad de Leiden, en sustitución del erudito bizantino holandés N K Hesseling. En 1951 pasó a ser profesora titular de la misma cátedra, lo que la convirtió en la primera mujer catedrática de la Universidad de Leiden.
Durante la Segunda Guerra Mundial, Antoniadis regresó a Grecia. Durante la guerra fue miembro de la Resistencia y su casa de la calle Xenofontos, en la plaza Síntagma, se convirtió en uno de sus lugares de reunión.
En 1946 anunció su disponibilidad para la enseñanza en el News Bulletin of the Institute of International Education.
En 1948 fue elegida en la Universidad de Ámsterdam para la cátedra de Lengua y Literatura Griega Moderna. En 1955 fue nombrada directora del Instituto Helénico de Estudios Bizantinos y Postbizantinos de Venecia. Durante su estancia en Venecia contribuyó a la renovación de edificios como la Escuela Flanginiana y la Iglesia de San Jorge de los Griegos, donde fundó un museo. Allí permaneció hasta 1966, año en que se retiró a Atenas.
Antoniadis falleció el 25 de enero de 1972 en Atenas.

## Investigaciones

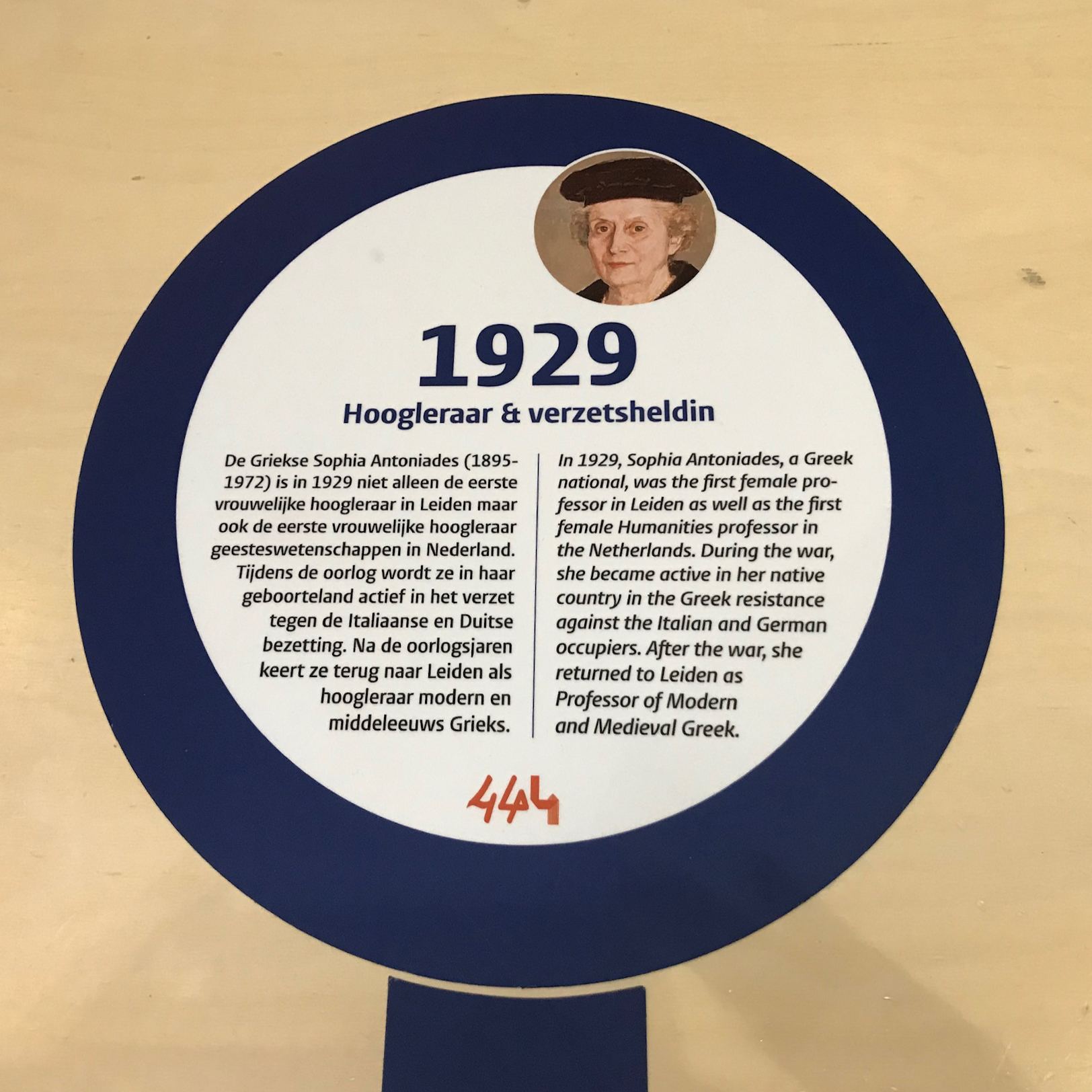
Letrero de la Universidad de Leiden.

Las investigaciones de Antoniadis exploraron las conexiones entre la literatura griega en los periodos antiguo, bizantino y moderno, con especial atención al lugar de la liturgia. También publicó un libro de texto en neerlandés sobre cómo aprender la lengua griega.< Su volumen de 1939 sobre el lugar de la liturgia en la tradición de la escritura griega fue una obra importante, que demostró que la liturgia ortodoxa tenía sus raíces en la literatura clásica y postclásica. Entre sus trabajos se incluyen estudios sobre la traducción de la Biblia de Pascal, la Ptochoprodromika del escritor bizantino del siglo XII Theodoros Prodromos, así como sobre Erotokritos y el Sacrificio de Abraham de un desconocido poeta veneciano-cretense del siglo XV. Se la consideraba una estudiosa minuciosa y meticulosa.

### Publicaciones selectas
- Place de la liturgie dans la tradition de lettres grecques (Leiden, 1939)[13]
- De l'influence de la langue du droit byzantin sur le grec d'aujourd'hui (Brussels, 1932)[14]

### Honores
En 1950 fue condecorada con la Cruz de Oro de la Orden de Beneficencia y la Orden del Fénix, mientras que la Academia de Atenas la eligió miembro correspondiente. Cuando dejó la Universidad de Leiden, sus colegas y alumnos le dedicaron un volumen honorífico titulado Antidoron.

### Legado
Durante muchos años, el retrato de Antoniadis fue el único de una mujer que colgaba en la Cámara del Senado de la Universidad de Leiden; sin embargo, en 2018, para celebrar el Día Internacional de la Mujer, su retrato se unió por primera vez a otros 14. Todavía había 117 retratos masculinos expuestos.